# Guillaume de Poupet
Guillaume de Poupet de la Chaux, seigneur de Cise et de By, né à Bruxelles le 30 mai 1506 et mort à Baume les Messieurs le 18 août 1583 est un abbé et un homme politique comtois. Il est le frère de Jean de Poupet.

## Biographie
Guillaume de Poupet est né en 1506 dans une illustre et importante famille du comté de Bourgogne dont les membres occupèrent des charges importantes auprès de divers souverains. Le berceau de la famille est situé dans le château aujourd'hui disparu du Mont Poupet. Son père Charles (1460-1526) est chambellan successivement du roi de France Charles VIII, du roi de Castille Philippe Ier et de Charles Quint dont il fait partie du conseil de régence.  Sa mère, Jeanne de la Baulme est aussi issue d'une grande famille comtoise qui donnera notamment au siècle suivant deux gouverneurs du Comté de Bourgogne. Son frère Jean deviendra chambellan et ambassadeur de Charles Quint.
Il commence ses études à l’université de Dole ou il rencontre Gilbert Cousin avec lequel il se lie d'amitié. Après des études à Paris, il devient protonotaire apostolique du diocèse de Cambrai en 1522. Il accède en 1524 à la prestigieuse fonction d'abbé de Baume les messieurs. Sur recommandation de Charles Quint, il est nommé chanoine de Besançon en 1526 puis archidiacre en 1528.  La même année il va continuer à cumuler plusieurs fonctions en devenant également abbé de Goaille puis de Balerne en 1536. En 1544 il deviendra encore prieur de Lons le Saunier.
Faisant partie d'une famille influente et ayant les faveurs de l'empereur, il est très écouté en matière de politique et notamment sur les questions religieuses. Il devient conseiller du gouverneur du gouverneur de Bourgogne. Il accède également à la fonction de maître des requêtes au parlement de Dole. Politiquement, il est en rivalité et en opposition à la famille Granvelle. Guillaume de Poupet s'éteint en l'abbaye de Baume les messieurs 18 août 1583. Il est inhumé dans l'abbaye dans un tombeau de marbre noir. Dernier de sa famille, il fait d'Antoine de la Baume son héritier.

## Postérité
Gilbert Cousin fera son éloge dans sa Description de la Franche-comté.  Il était surnommé "l'ami des sciences et des lettres". Il se proclamait lui-même "protecteur des savants et des littérateurs." Il laisse derrière lui un retable, dont il avait fait commande, toujours visible dans l'abbaye de Baume les messieurs.
Guillaume de Poupet veilla toute sa vie à préserver les bâtiments de ses églises et monastères, notamment à Baume après l’incendie de 1560 ainsi que l'église Saint-Désiré de Lons le Saunier après un autre incendie .